# Мълчанието
 Тази статия е за филма на Ингмар Бергман.  За филма на Красимир Крумов вижте Мълчанието (филм, 1991).  
„Мълчанието“ (на шведски: Tystnaden) е шведски филм от 1963 година, психологическа семейна драма на режисьора Ингмар Бергман по негов собствен сценарий. Главните роли се изпълняват от Ингрид Тюлин, Гюнел Линдблум, Биргер Малмстен, Йорен Линдстрьом.

## Сюжет
В центъра на сюжета е тежко болна жена, която е на път към родината си, и отношенията ѝ с нейната по-млада сестра, която я придружава.

## В ролите
| Изпълнител       | Роля          |
| ---------------- | ------------- |
| Ингрид Тюлин     | Естер         |
| Гюнел Линдблум   | Ана           |
| Биргер Малмстен  | Сервитьорката |
| Йорен Линдстрьом | Юхан          |
| Хакан Янберг     | Сервитьорът   |